# Coelotes conversus
Coelotes conversus är en spindelart som beskrevs av Xu och Li 2006. Coelotes conversus ingår i släktet Coelotes och familjen mörkerspindlar. Inga underarter finns listade i Catalogue of Life.